# Menlo (Georgia)
Menlo es una ciudad ubicada en el condado de Chattooga en el estado estadounidense de Georgia. En el año 2000 tenía una población de 485 habitantes.

## Geografía
Menlo se encuentra ubicada en las coordenadas 34°29′6″N 85°28′34″O / 34.48500, -85.47611 (34.484959, -85.476103).
Según la Oficina del Censo, la localidad tiene un área total de 2 km² (0,8 mi²), de la cual 2 km² (0,8 mi²) es tierra y 0 km² (0 mi²) (0.00%) es agua.

## Demografía
Según la Oficina del Censo en 2000 los ingresos medios por hogar en la localidad eran de $23,750, y los ingresos medios por familia eran $32,143. Los hombres tenían unos ingresos medios de $25,417 frente a los $19,091 para las mujeres. La renta per cápita para la localidad era de $12,994. 